# Fritz Hansen (Autor)
Fritz Hansen (* 1. Februar 1870 in Berlin; † 20. Januar 1943 ebenda) war ein deutscher Sachautor zum Thema Fotografie und ihrem Urheberrecht.

## Leben
Hansen war bis 1907 Schrift- und Protokollführer des „Photographischen Vereins zu Berlin“, deren Mitglied er 1898 mit der Berufsbezeichnung „Schriftsteller“ geworden war. Er trat von diesem Amt wegen Arbeitsüberlastung zurück, es wurde von Otto Brettschneider übernommen. In der Zeitschrift Photographische Chronik als Organ des Photographischen Vereins, die als Beiblatt zum Atelier des Photographen und zur Zeitschrift für Reproduktionstechnik erschien, kommentierte er mit zahlreichen Artikeln die Einführung des neuen Rechtsschutzgesetzes (Gesetz betreffend das Urheberrecht an Werken der bildenden Künste und der Photographie).
Das Amt des Schriftführers hatte er auch im „Zentralverband Deutscher Photographen-Vereine“ inne. Er wechselte in den „Rechtsschutz-Verband Deutscher Photographen e. V.“, nachdem im Januar 1907 das neue Rechtsschutzgesetz in Kraft getreten worden war und wurde deren Syndikus. Er war in der dortigen Auskunftsstelle auch telefonischer Ansprechpartner für Urheberrechtsfragen. Er war Herausgeber der Handwerkskammer-Nachrichten für das Photographengewerbe und Verfasser zahlreicher Artikel.
Hansen, der zahlreiche Fachpublikationen zum Urheberrecht der Fotografie veröffentlichte, schrieb mit Chronica der Camera obscura (1933) auch einen „kleinen Roman um eine große Erfindung“, die Camera obscura. Seine Werke waren seinerzeit in der Fotografenszene allgemein bekannt.
Hansen gab die Zeitschrift Die Linse (Monatsschrift für Photographie und Kinematographie.) von 1923 bis 1943  heraus.

## Schriften (Auswahl)
- Die Photographie in ihrem Verhältniss zur Malerei. und Deutsche Weltfirmen der photographischen Industrie. In: Camera obscura. Liesegang, Düsseldorf 1901, S. 53, 204, 764–765, und weitere Beiträge (Textarchiv – Internet Archive).
- Das photographische Urheberrecht, nach dem Gesetze vom 9. Januar 1907. Mit einem Anhang: Internationaler Photographienschutz und Formulare für Urheberrechtsverträge (= Band 57 der Encyklopädie der Photographie.), Wilhelm Knapp, Halle a.S. 1907.
- Der Photographische Verein zu Berlin. Festschrift zur Feier seines fünfzigjährigen Bestehens am 18. November 1913. Selbstverlag des Photographischen Vereins zu Berlin, Berlin 1913.
- Das Urheberrecht in der Praxis der Postkartenindustrie. Berlin 1908.
- Wanderung durch den Betrieb einer Weltfirma der photographischen Industrie.  AGFA, Berlin oJ (um 1913).
- Die gefesselte Kamera. Ein kurzer Führer durch das Photo-Recht in Wort und Bild. Die Linse, Berlin 1933.
- Chronica der Camera obscura. Kleiner Roman um eine große Erfindung, Die Linse, Berlin 1933.
- Fotografie und Gesetz. Ratgeber für alle Rechtsfragen der Fotografie (= Die Harzburg-Reihe. 11). Heering, Harzburg 1936.
- Ein halbes Jahrhundert photographische Industrie. In: Das deutsche Lichtbild, 1936, S. T67–T73.
- Photographieren verboten? Ein kurzer Führer durch das Photorecht in Wort und Bild. Die Linse, Berlin 1937.
- Das Jahrhundert der Photographie. 2., erweiterte Auflage, Die Linse, Berlin 1939.
- Der Einfluß der Erfindung Senefelders auf das Kulturleben. Nach einem Vortrag bei der Senefelder-Gedenkfeier des Graphischen Bundes E. V., Ortsabteilung Berlin. Berlin 1941.
- Wie die photomechanische Bildreproduktion entstand. Georg Meisenbach, dem Wegbereiter der Reproduktionstechnik zu seinem 100. Geburtstag. Berlin 1941.
- Von der Ähnlichkeit photographischer Porträts. – Beiträge zur Geschichte der photographischen Ausstellungen. – Spiegelatelier von Iser. In: Photographische Korrespondenz. 1909, S.  153–155 (Textarchiv – Internet Archive), S. 263–269  (Textarchiv – Internet Archive) und 305–318 (Textarchiv – Internet Archive), S. 428–430  (Textarchiv – Internet Archive)(Textarchiv – Internet Archive).